# Penobscot Building Annex
El Penobscot Building Annex (o sea Anexo del Edificio Penobscot) es un rascacielos de oficinas de 23 pisos y 94,49 m ubicado en 144 West Congress Street en el Downtown de Detroit, Míchigan. Esta parte del Penobscot Block ahora está conectada físicamente a la nueva torre del Penobscot Building.
El Penobscot Building Annex es una propiedad que contribuye en el distrito histórico financiero de Detroit y en el Registro Nacional de Lugares Históricos.

## Arquitectura
El Penobscot Building Annex fue diseñado por el estudio de arquitectura de Donaldson y Meier y se completó en 1916. El edificio presenta un tema de inspiración renacentista, con los cinco pisos inferiores revestidos con granito gris y la sección superior revestida con terracota y sillar más claros. La parte inferior de la fachada contiene amplias ventanas triples; la parte superior tiene pares de ventanas de guillotina. Los cuatro pisos superiores están separados de los pisos inferiores por una banda de terracota con relieves ciegos. La entrada está flanqueada por escaparates de tiendas minoristas y hay más tiendas minoristas en el interior del primer piso.